# ستيفاني مارتيني
ستيفاني مارتيني (بالإنجليزية: Stefanie Martini)‏ هي ممثلة بريطانية، ولدت في 6 أكتوبر 1990 في برستل في المملكة المتحدة.

## أعمال

### أفلام
- البيت الأعوج

## وصلات خارجية
- ستيفاني مارتيني على موقع IMDb (الإنجليزية)
- ستيفاني مارتيني على موقع قاعدة بيانات الفيلم (الإنجليزية)